# گئورگ فریدریش هاس

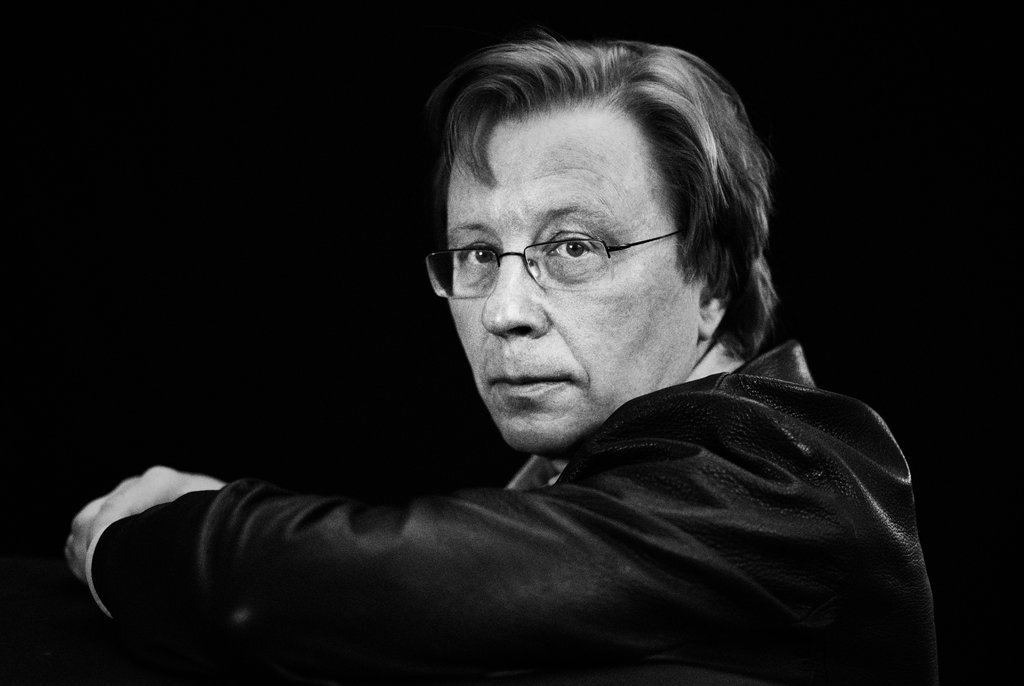
گئورگ فریدریش هاس در سال 2014

گئورگ فریدریش هاس (به آلمانی: Georg Friedrich Haas؛ زادهٔ ۱۶ اوت ۱۹۵۳) یک آهنگساز اتریشی است. در سال ۲۰۱۷ در یک نظرسنجی موسیقی کلاسیک مربوط به بهترین آثار موسیقی هنری از سال ۲۰۰۰ قطعات هاس بیشترین رای (۴۹) را کسب کرد و قطعهٔ "in vain" او در صدر قرار گرفت.

## سبک‌شناسی
سبک او به دلیل استفاده از مایکروپولی‌فونی و ریزپرده‌ها در به کارگیری سری هارمونیک‌ها یادآور گئورگ لیگتی است. او اغلب به عنوان یکی از آهنگسازان شاخص موسیقی اسپکترال شناخته می‌شود.